# 斯德哥尔摩地铁绿线
斯德哥尔摩地铁绿线（瑞典語：Gröna linjen）由三条路线组成。一条是从奧基索夫站到斯卡普納克站的T17线，一条是从阿維克站到法斯塔灘站的T18线，一条是从黑瑟碧灘站到哈格塞特拉站的T19線。

## 車站

### T17線
- 奧基索夫站（英语：Åkeshov metro station）
- 布魯瑪廣場站
- 亞伯拉罕貝里站（瑞典语：Abrahamsberg (tunnelbanestation)）
- 大沼澤站（瑞典语：Stora mossen (tunnelbanestation)）
- 阿維克站（英语：Alvik metro station）
- 克里斯蒂娜貝里站（瑞典语：Kristineberg (tunnelbanestation)）
- 圖爾德廣場站
- 和平之家廣場站（英语：Fridhemsplan metro station）
- 聖埃里克廣場站
- 奧丁廣場站
- 法官街站（瑞典语：Rådmansgatan (tunnelbanestation)）
- 乾草市場站（瑞典语：Hötorget (tunnelbanestation)）
- 地鐵中央站
- 老城站
- 斯魯森站
- 市民廣場站
- 斯堪斯圖爾站（瑞典语：Skanstull (tunnelbanestation)）
- 古爾瑪廣場站
- 夏馬布林克站（英语：Skärmarbrink (tunnelbanestation)）
- 哈馬比高地（瑞典语：Hammarbyhöjden）
- 畢約克哈根（瑞典语：Björkhagen (tunnelbanestation)）
- 夏托普（瑞典语：Kärrtorp (tunnelbanestation)）
- 巴格莫森（英语：Bagarmossen metro station）
- 斯卡普納克（英语：Skarpnäck metro station）

### T18線
- 阿維克站（英语：Alvik metro station）
- 克里斯蒂娜貝里站（瑞典语：Kristineberg (tunnelbanestation)）
- 圖爾德廣場站
- 和平之家廣場站（英语：Fridhemsplan metro station）
- 聖埃里克廣場站
- 奧丁廣場站
- 法官街站（瑞典语：Rådmansgatan (tunnelbanestation)）
- 乾草市場站（瑞典语：Hötorget (tunnelbanestation)）
- 地鐵中央站
- 老城站
- 斯魯森站
- 市民廣場站
- 斯堪斯圖爾站（瑞典语：Skanstull (tunnelbanestation)）
- 古爾瑪廣場站
- 夏馬布林克站（英语：Skärmarbrink (tunnelbanestation)）
- 布羅蘇特站（瑞典语：Blåsut (tunnelbanestation)）
- 桑德斯堡站（瑞典语：Sandsborg (tunnelbanestation)）
- 林地公墓站（瑞典语：Skogskyrkogården (tunnelbanestation)）
- 塔爾克羅根站（瑞典语：Tallkrogen (tunnelbanestation)）
- 古貝根站（瑞典语：Gubbängen (tunnelbanestation)）
- 霍卡然根站（英语：Hökarängen metro station）
- 法斯塔站（瑞典语：Farsta (tunnelbanestation)）
- 法斯塔灘站（英语：Farsta strand metro station）

### T19線
- 黑瑟碧灘（英语：Hässelby strand metro station）
- 黑瑟碧農莊（瑞典语：Hässelby gård (tunnelbanestation)）
- 約翰納隆德（瑞典语：Johannelund (tunnelbanestation)）
- 魏林比（瑞典语：Vällingby (tunnelbanestation)）
- 羅克斯塔（瑞典语：Råcksta (tunnelbanestation)）
- 布雷奇貝里（瑞典语：Blackeberg (tunnelbanestation)）
- 冰島廣場（瑞典语：Islandstorget (tunnelbanestation)）
- 恩比廣場（瑞典语：Ängbyplan (tunnelbanestation)）
- 奧基索夫站（英语：Åkeshov metro station）
- 布魯瑪廣場站
- 亞伯拉罕貝里站（瑞典语：Abrahamsberg (tunnelbanestation)）
- 大沼澤站（瑞典语：Stora mossen (tunnelbanestation)）
- 阿維克站（英语：Alvik metro station）
- 克里斯蒂娜貝里站（瑞典语：Kristineberg (tunnelbanestation)）
- 圖爾德廣場站
- 和平之家廣場站（英语：Fridhemsplan metro station）
- 聖埃里克廣場站
- 奧丁廣場站
- 法官街站（瑞典语：Rådmansgatan (tunnelbanestation)）
- 乾草市場站（瑞典语：Hötorget (tunnelbanestation)）
- 地鐵中央站
- 老城站
- 斯魯森站
- 市民廣場站
- 斯堪斯圖爾站（瑞典语：Skanstull (tunnelbanestation)）
- 古爾瑪廣場站
- 球形體育館站（瑞典语：Globen (tunnelbanestation)）
- 安斯基得農莊站（瑞典语：Enskede gård (tunnelbanestation)）
- 索肯廣場站
- 斯韋德米拉站（瑞典语：Svedmyra (tunnelbanestation)）
- 斯圖雷比站（瑞典语：Stureby (tunnelbanestation)）
- 邦德海根站（瑞典语：Bandhagen (tunnelbanestation)）
- 赫格達倫站（瑞典语：Högdalen (tunnelbanestation)）
- 羅斯韋德站（瑞典语：Rågsved (tunnelbanestation)）
- 哈格塞特拉站（英语：Hagsätra metro station）

## 链接
- Stockholm Transport[] - 官方网页
- Stockholm - UrbanRail.net上的介绍
- The Stockholm Subway （页面存档备份，存于）斯德哥尔摩地铁照片系列